# Houthalen-Helchteren
Houthalen-Helchteren è un comune belga di 30 050 abitanti, situato nella provincia fiamminga del Limburgo belga.